# 東京都道302号新宿両国線

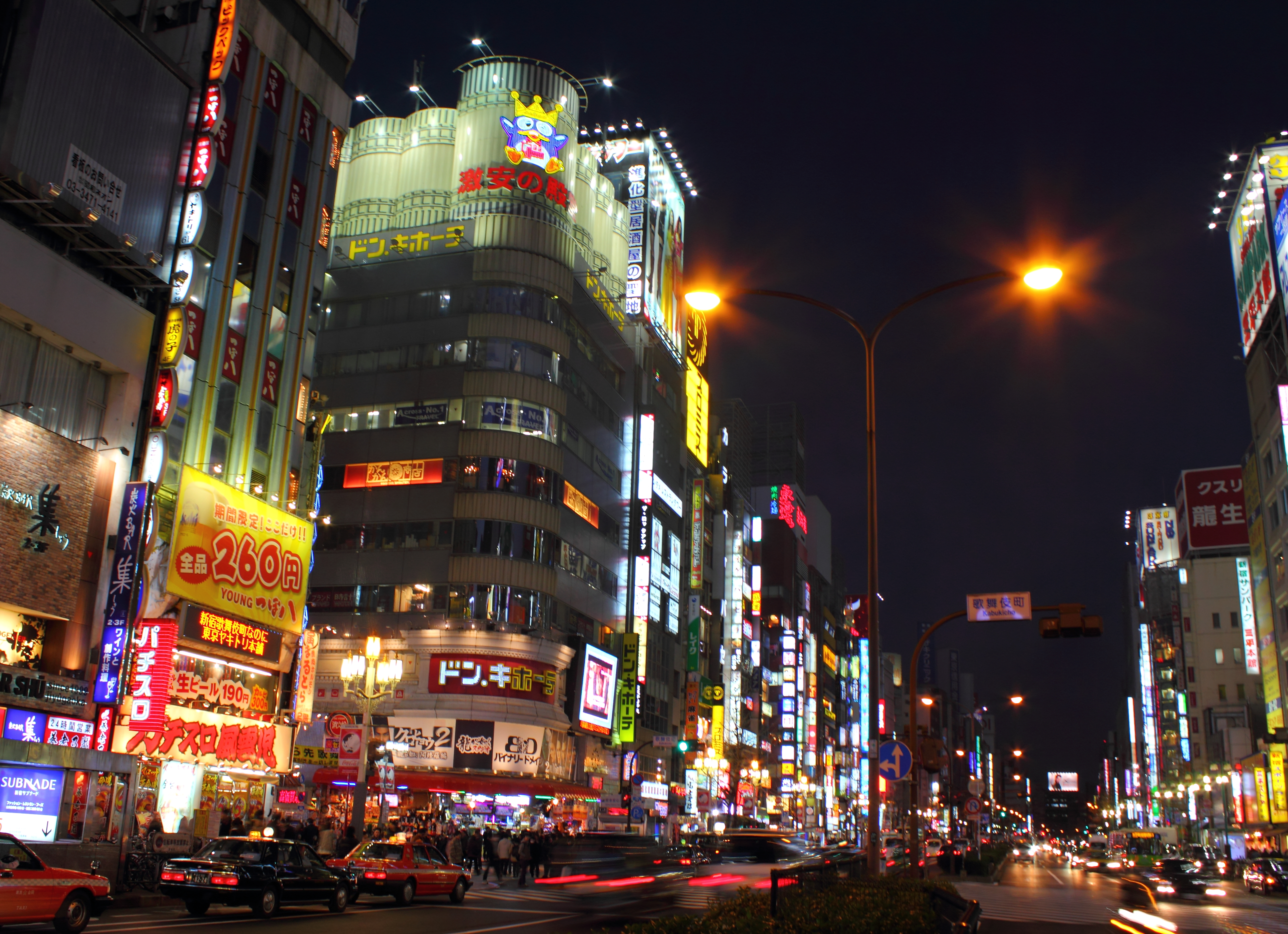
歌舞伎町の靖国通り

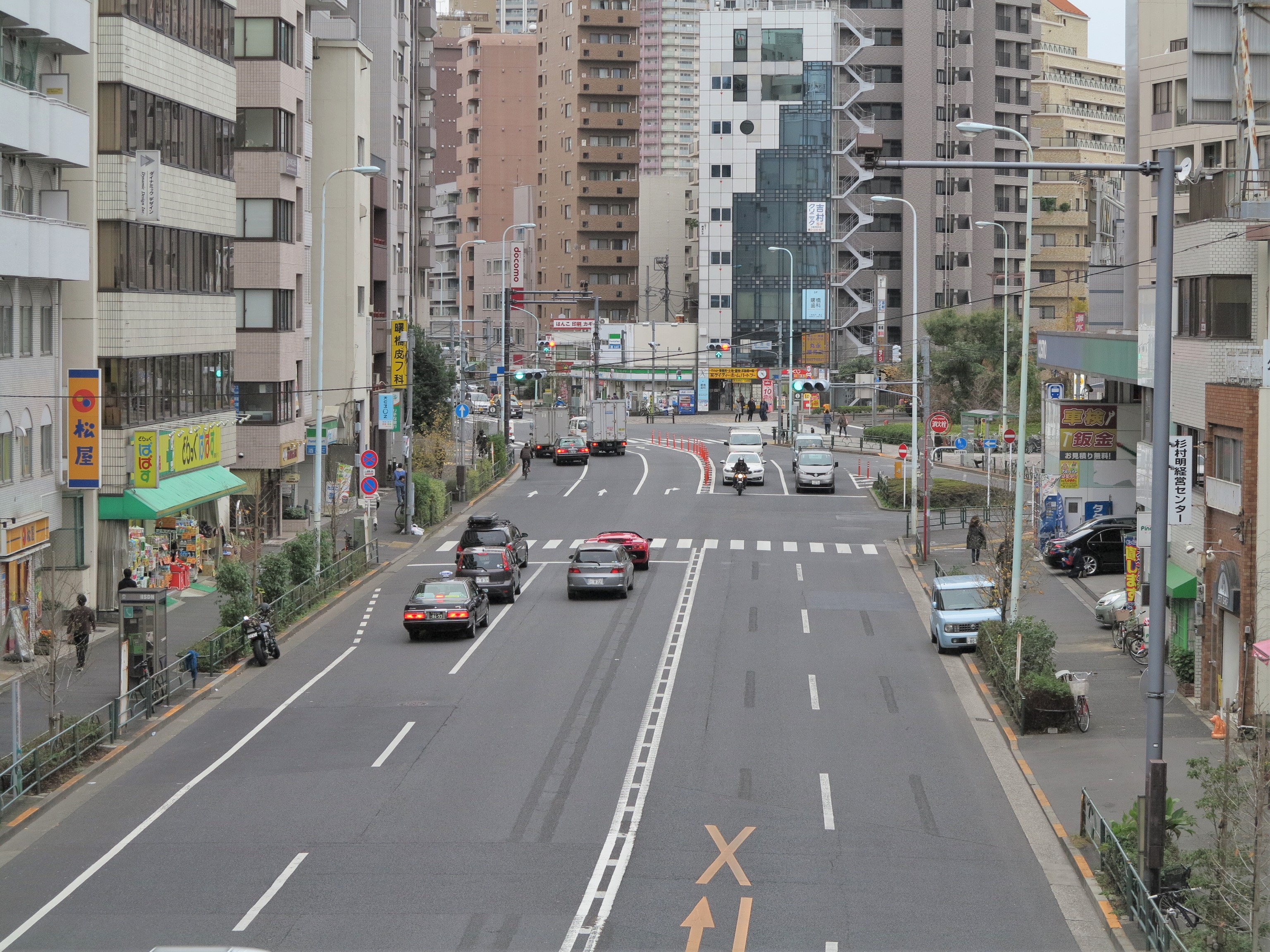
外苑東通り曙橋から臨む靖国通り

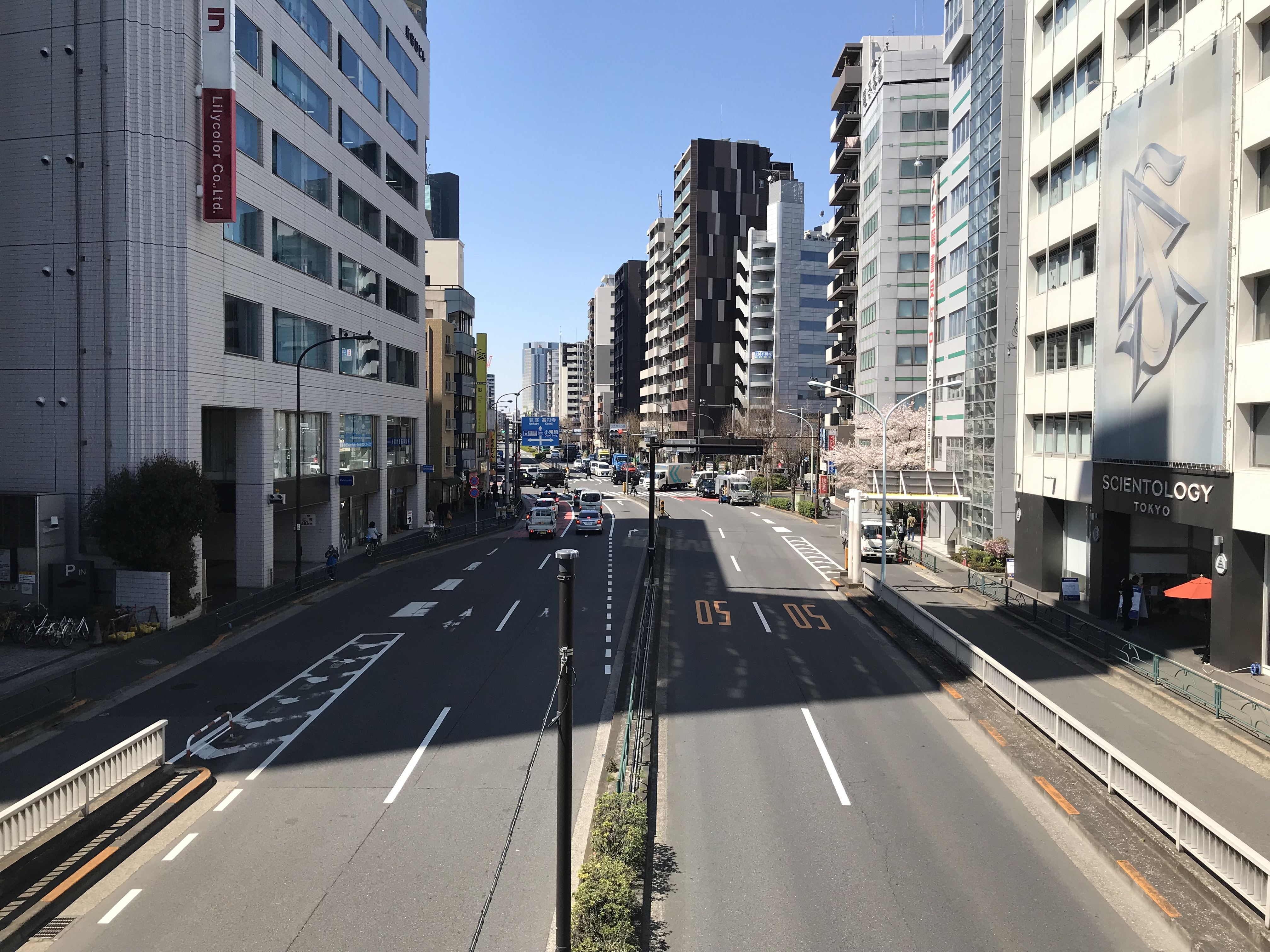
都道302号西新宿区間

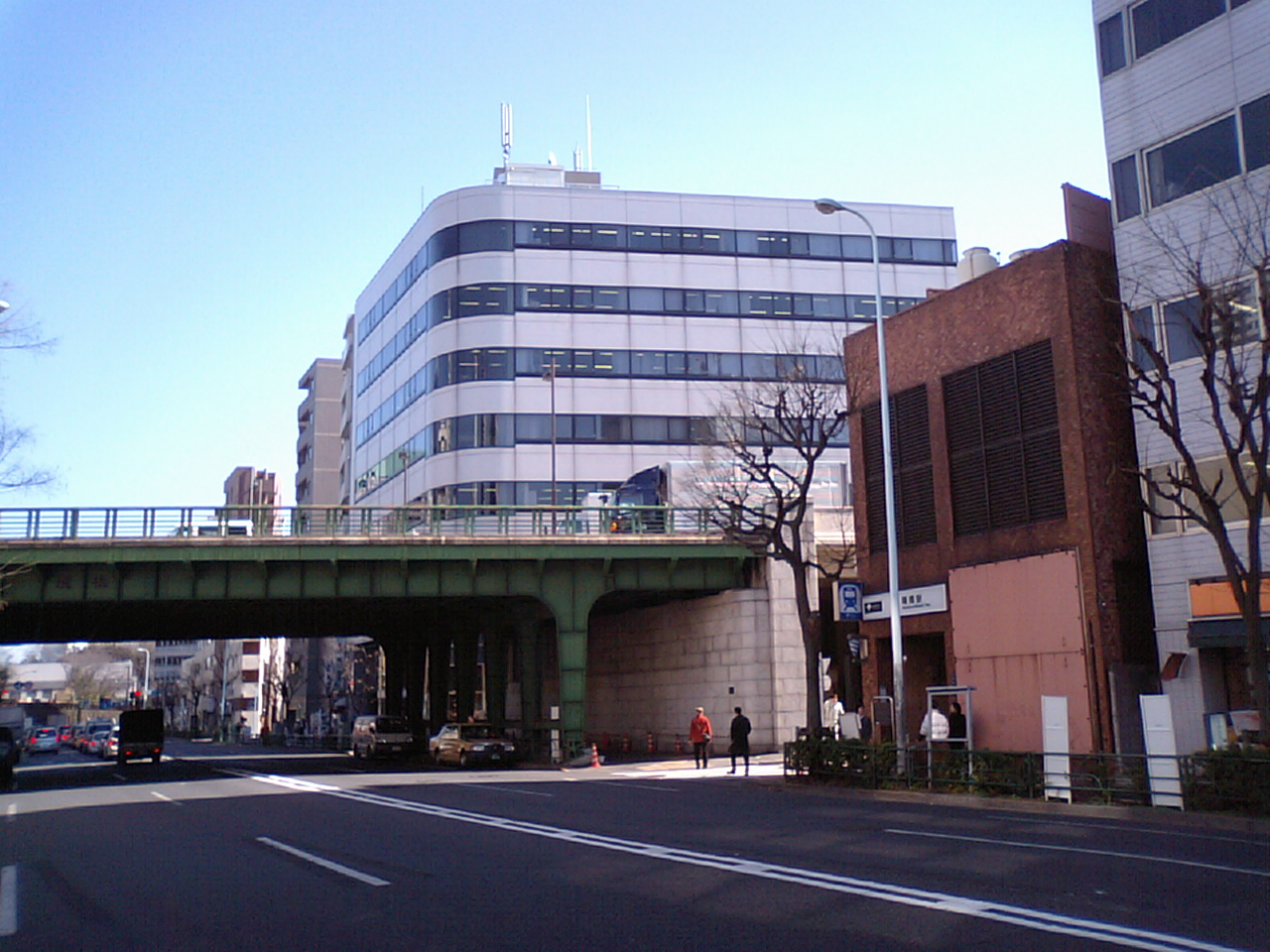
曙橋駅

東京都道302号新宿両国線（とうきょうとどう302ごう しんじゅくりょうごくせん）は、東京都新宿区・千代田区・中央区を東西に走る都道（主要地方道）である。新宿区内には新宿駅近辺を避け、本線の北側を通る支線も存在する。
本線の通称は靖国通り（やすくにどおり）。千代田区内で靖国神社の前を通ることから、戦後に「大正通り」から改名された。支線部分は複数回に渡って開通しており、区間ごとに通称が存在する（後述）。

## 概要
東京都心部を東西に貫く路線の一つ。路線名の「両国」は現在のJR両国駅付近のことではなく町名変更前の日本橋両国、つまり現在の東日本橋地域を指している。本線の起点、新宿大ガード西交差点では青梅街道より直進で接続する。その後、終点に向けて概ね東進するが、市谷見附交差点では右折方向が、東隣の市ヶ谷駅前交差点では左折方向が靖国通りとなる。支線は中野坂上交差点東隣の信号より青梅街道の北側へ分岐し、本線の北側を東進する。抜弁天交差点では右に分岐し、住吉町交差点で本線に合流する。新宿区新宿5丁目交差点の約300 m東から東神田交差点の約100 m西まで、都営地下鉄新宿線がこの道路に沿って地下を走っている。

### 路線データ
全線東京都内。
- 総延長：11.2 km[1]
- 本線
  - 起点：新宿大ガード東交差点（新宿区） - 青梅街道より直結
  - 終点：浅草橋交差点（中央区） - 京葉道路へ直結
- 支線（放射6号線）
  - 起点：淀橋交差点（新宿区）
  - 終点：住吉町交差点（新宿区）
- 支線（環状4号線）
  - 起点：富久町西交差点（新宿区）
  - 終点：河田町交差点（新宿区）
    - 富久クロス付近から余丁町交差点の間は事業中
    - 余丁町交差点から河田町交差点の間は2022年5月26日開通[2]

## 通称
本線
- 靖国通り（全線）
  - 国道14号の浅草橋交差点から両国橋までの区間も靖国通りに含まれる。ただし、案内標識では浅草橋交差点から西を靖国通り、浅草橋交差点から東を京葉道路としている。京葉道路#一般道路を参照。

支線
- 新宿税務署通り（しんじゅくぜいむしょどおり / 淀橋交差点 - 北新宿百人町交差点）
  - 青梅街道からの分岐点から小滝橋通りとの交点まで
- 職安通り（しょくあんどおり / 北新宿百人町交差点 - 新宿七丁目交差点）
  - 小滝橋通りとの交点から明治通りとの交点まで
- 抜弁天通り （ぬけべんてんどおり / 新宿七丁目交差点 - 抜弁天交差点）
  - 明治通りとの交点から団子坂上まで
- 余丁町通り・台町坂（よちょうまちどおり・だいまちざか / 抜弁天交差点 - 住吉町交差点）
  - 起点側より抜弁天で右に分岐して本線との合流点まで

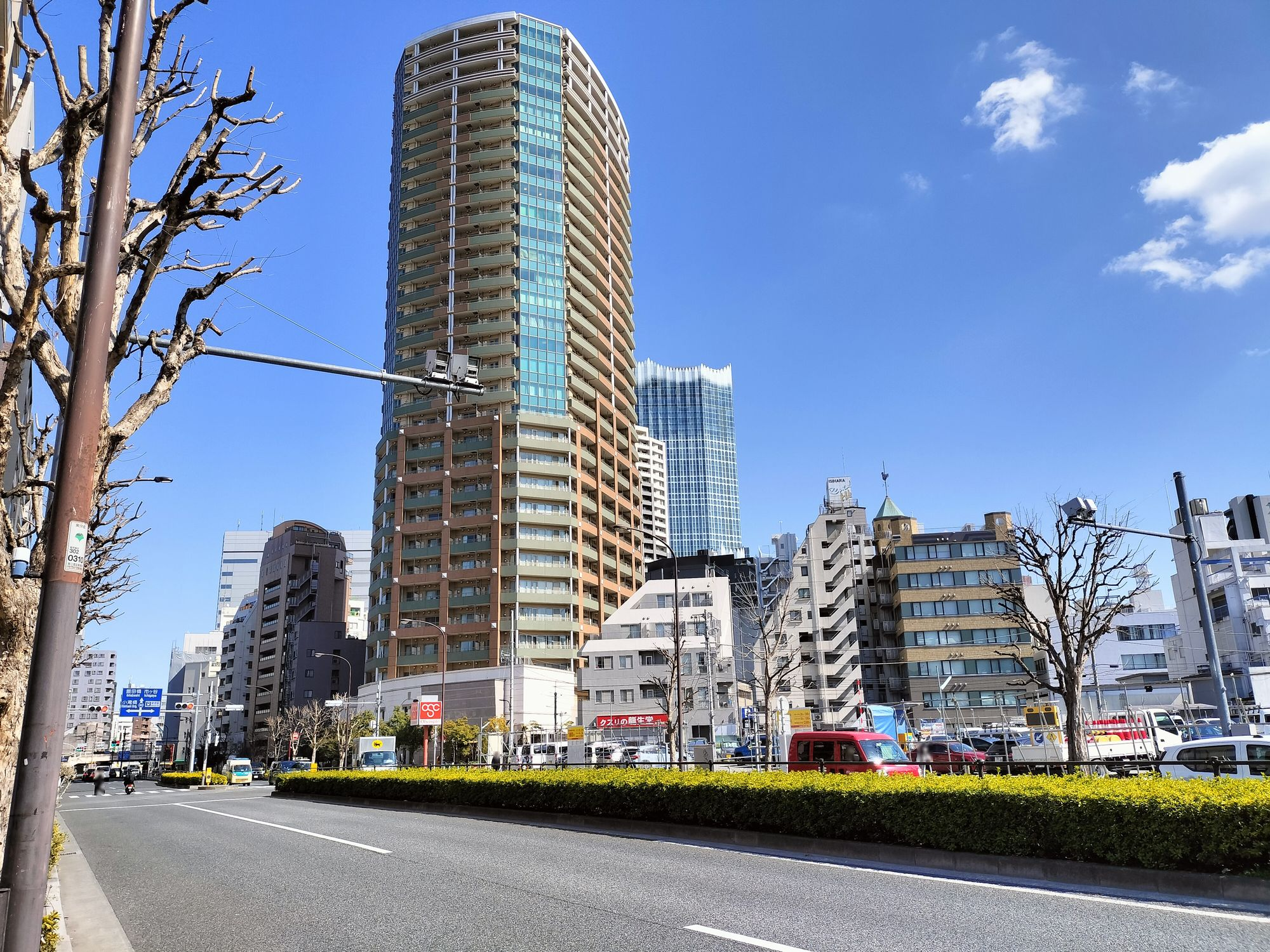
新宿税務署通り
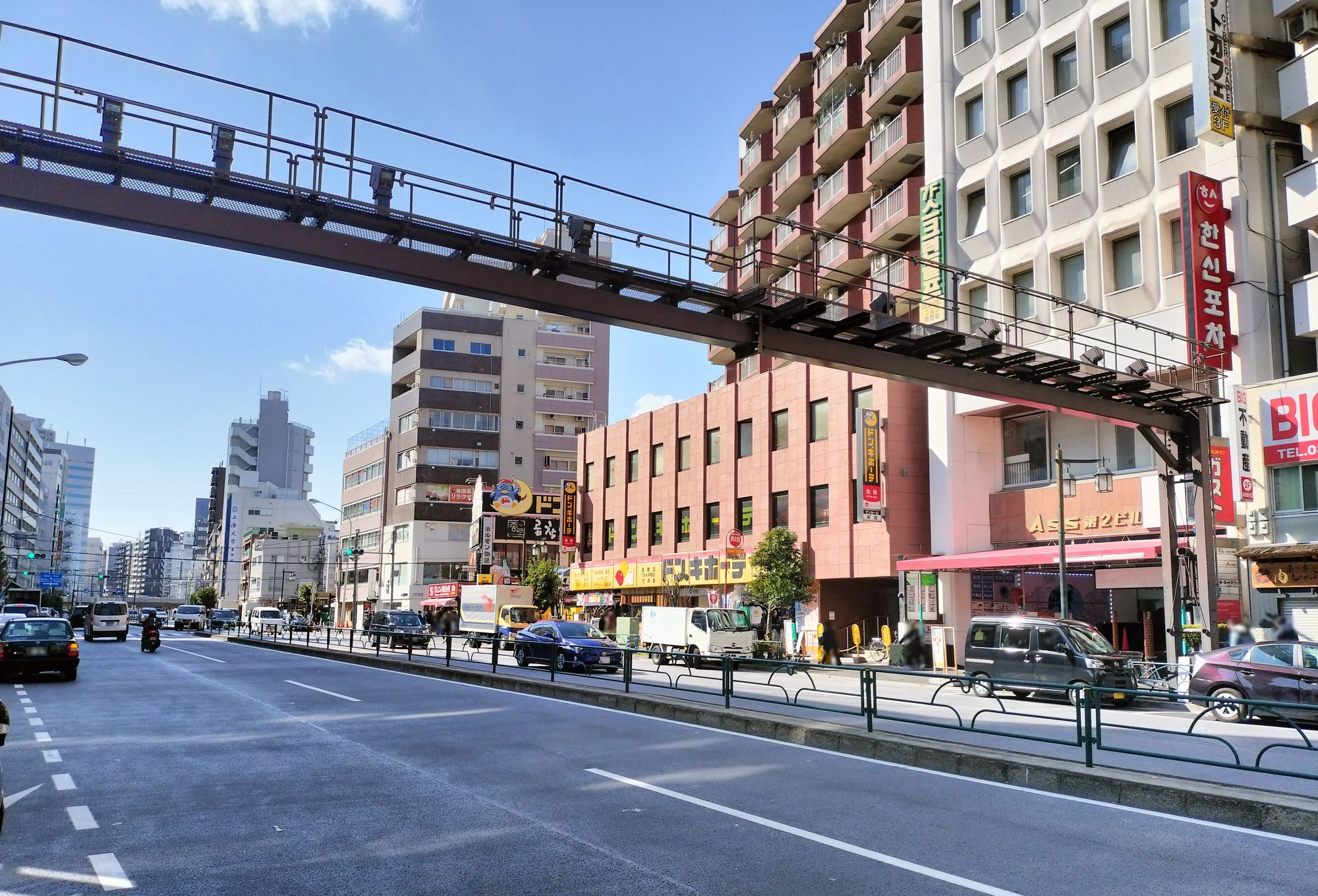
職安通り

## 路線状況

### 重複区間
- 東京都道4号東京所沢線・東京都道5号新宿青梅線（重複）: 新宿大ガード東交差点 - 新宿五丁目交差点
- 東京都道430号新宿停車場前線：新宿大ガード東交差点 - 富久町西交差点
- 東京都道405号外濠環状線 : 市谷八幡町交差点 - 市谷見附交差点
- 東京都道401号麹町竹平線: 九段坂上交差点 - 九段下交差点

### 交通量
24時間自動車類交通量
- 新宿区市谷田町1-1 : 23,648台 / 日
- 千代田区東神田2-10-13 : 45,642台 / 日

## 地理

### 通過する自治体

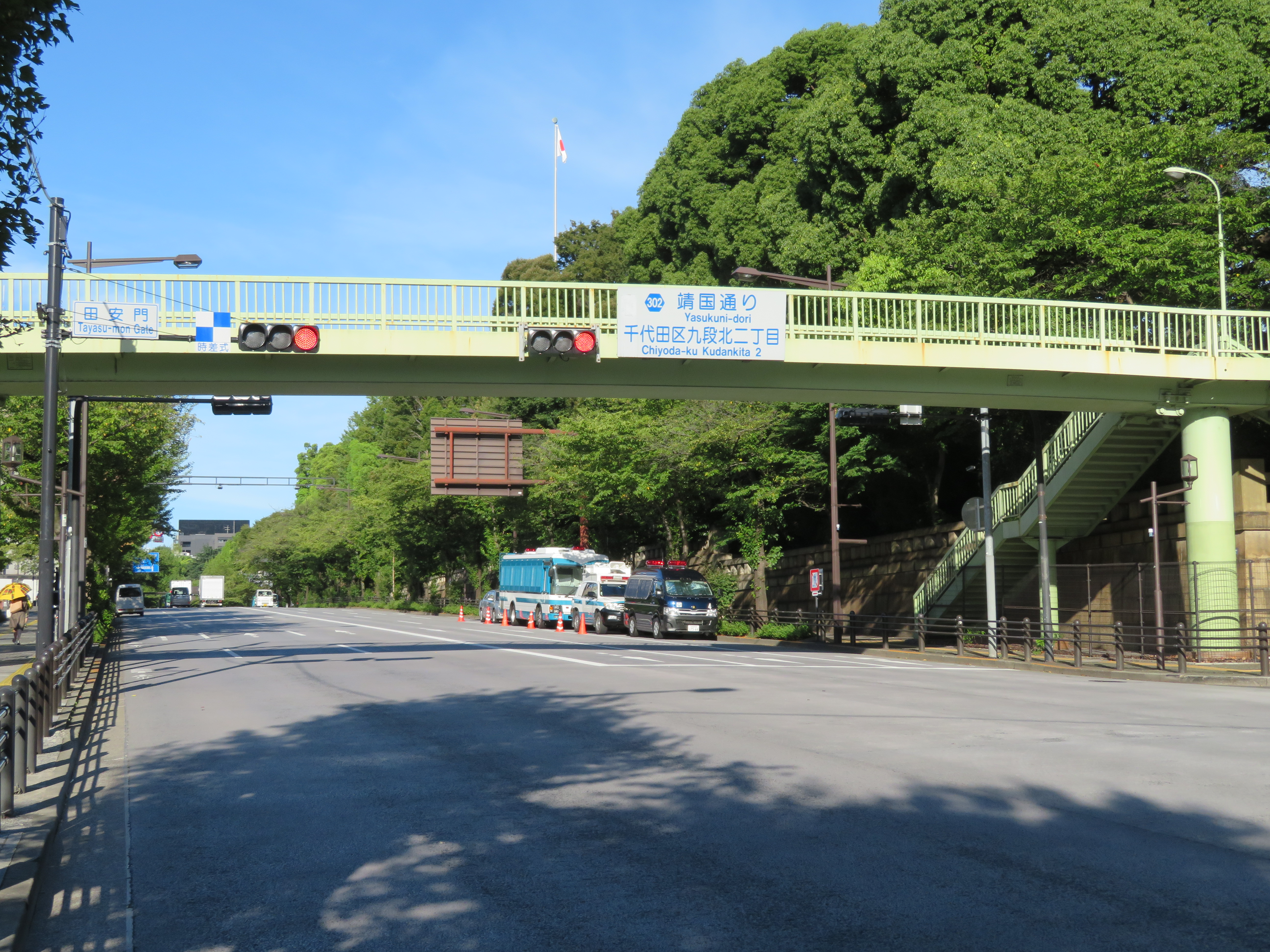
千代田区九段北二丁目付近

- 新宿区 - 千代田区 - 中央区

### 交差する道路
交差する道路の特記がないものは区道。

#### 本線
| 交差する道路                                                     | 交差する道路                                  | 交差点名       | 所在地   |
| ---------------------------------------------------------------- | --------------------------------------------- | -------------- | -------- |
| 東京都道4号東京所沢線（青梅街道） 中野坂上・田無・所沢・青梅方面 |                                               |                |          |
| -                                                                | 東京都道430号新宿停車場前線（新宿通り）       | 新宿大ガード東 | 新宿区   |
| 東京都道305号芝新宿王子線（明治通り）                            | 東京都道305号芝新宿王子線（明治通り）         | 新宿五丁目     | 新宿区   |
| 東京都道305号芝新宿王子線パイパス（御苑通り）                    | 東京都道305号芝新宿王子線パイパス（御苑通り） | 新宿五丁目東   | 新宿区   |
| 支線（環状4号線）                                                | 東京都道418号北品川四谷線（外苑西通り）       | 富久町西       | 新宿区   |
| 支線（余丁町通り）                                               | 支線（余丁町通り）                            | 住吉町         | 新宿区   |
| 東京都道319号環状三号線（外苑東通り）                            | 東京都道319号環状三号線（外苑東通り）         | 合羽坂         | 新宿区   |
| （津の守坂通り）                                                 | （津の守坂通り）                              | 合羽坂下       | 新宿区   |
| 東京都道405号外濠環状線（外堀通り）                              | 東京都道405号外濠環状線（外堀通り）           | 市谷八幡町     | 新宿区   |
| 東京都道405号外濠環状線（外堀通り）                              | 東京都道405号外濠環状線（外堀通り）           | 市谷見附       | 新宿区   |
| -                                                                | 東京都道401号麹町竹平線（内堀通り）           | 九段坂上       | 千代田区 |
| （早稲田通り）                                                   | （早稲田通り）                                | 田安門         | 千代田区 |
| 東京都道8号千代田練馬田無線（目白通り）                          | 東京都道401号麹町竹平線（内堀通り）           | 九段下         | 千代田区 |
| 東京都道301号白山祝田田町線（白山通り）                          | 東京都道301号白山祝田田町線（白山通り）       | 神保町         | 千代田区 |
| 東京都道403号大手町湯島線（本郷通り）                            | 東京都道403号大手町湯島線（本郷通り）         | 小川町         | 千代田区 |
| 東京都道405号外濠環状線（外堀通り）                              | 東京都道405号外濠環状線（外堀通り）           | 淡路町         | 千代田区 |
| 国道17号（中央通り）                                             | 国道17号（中央通り）                          | 須田町         | 千代田区 |
| 国道4号（昭和通り） 首都高速1号上野線                            | 国道4号（昭和通り） 首都高速1号上野線         | 岩本町         | 千代田区 |
| （清洲橋通り）                                                   | （清洲橋通り）                                | 東神田         | 千代田区 |
| 国道6号（江戸通り)                                               | 国道6号（江戸通り)                            | 浅草橋         | 中央区   |
| 国道14号（靖国通り・京葉道路） 錦糸町・千葉方面                  |                                               |                |          |

#### 支線（放射6号線）
| 交差する道路                                           | 交差する道路                          | 交差点名          | 所在地 |
| ------------------------------------------------------ | ------------------------------------- | ----------------- | ------ |
| 東京都道4号東京所沢線（青梅街道） 田無・所沢・青梅方面 |                                       |                   |        |
| -                                                      | 東京都道4号東京所沢線（青梅街道）     | 淀橋 （中野坂下） | 新宿区 |
| （小滝橋通り）                                         | （小滝橋通り）                        | 北新宿百人町      | 新宿区 |
| 東京都道305号芝新宿王子線（明治通り）                  | 東京都道305号芝新宿王子線（明治通り） | 新宿七丁目        | 新宿区 |
| 東京都道433号神楽坂高円寺線支線（団子坂）              | （屈折）                              | 抜弁天            | 新宿区 |
| 支線（環状4号線）                                      | 支線（環状4号線）                     | 余丁町            | 新宿区 |
| 本線（靖国通り）                                       | 本線（靖国通り）                      | 住吉町            | 新宿区 |